# Beskidenhoofdroute

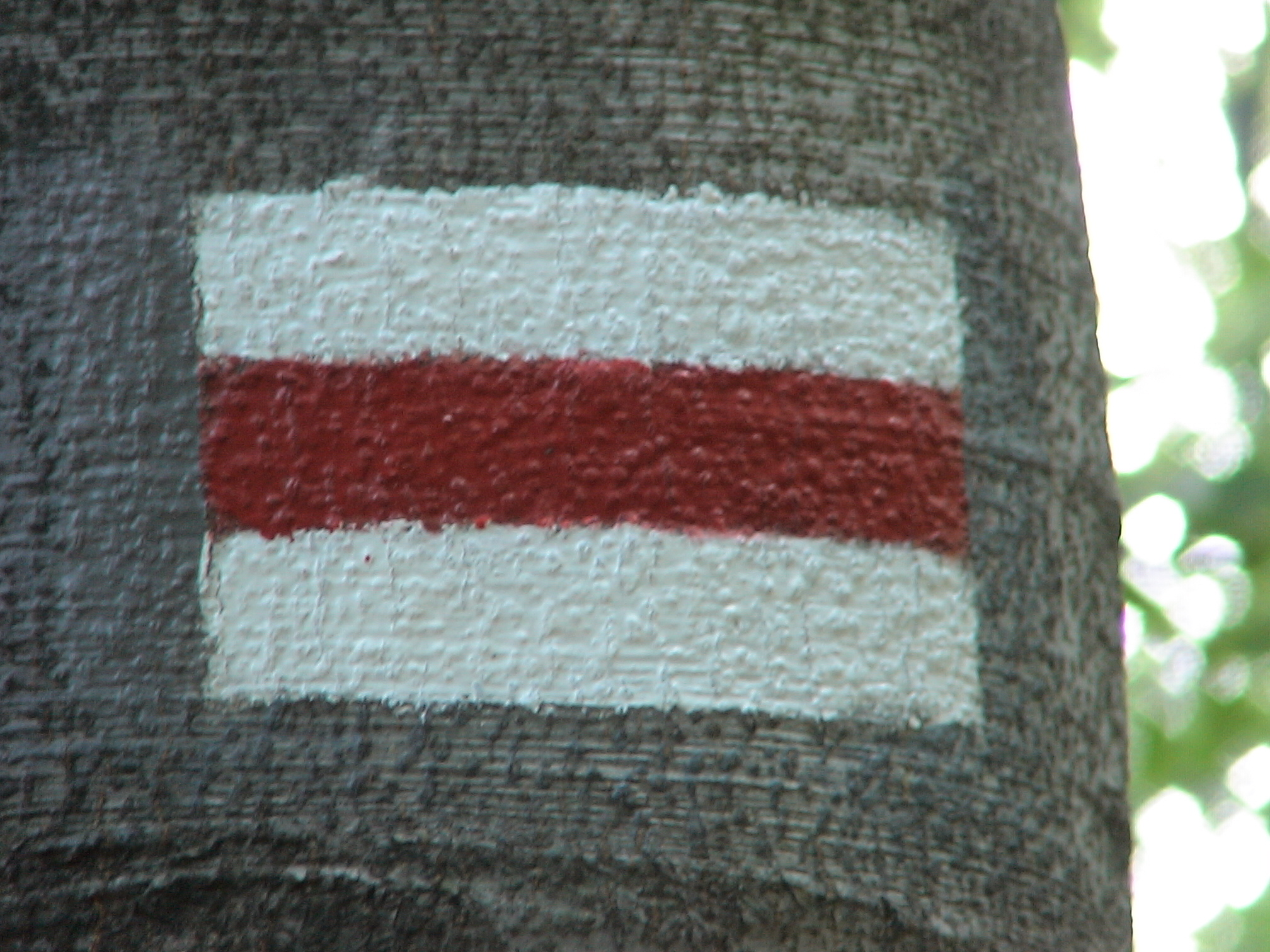

De Beskidenhoofdroute (Pools: Główny Szlak Beskidzki (imienia Kazmierza Sosnowskiego)) is een langeafstandswandelpad in Polen. Het pad loopt van Ustroń in de Silezische Beskiden naar Wołosate het Bieszczady-gebergte. De eerste markeringen werden aangebracht tussen 1925 en 1935. De wandelroute van zowat 500 kilometer door de Beskiden doorkruist drie nationale parken (Nationaal park Gorce, Nationaal Park Babia Góra, Nationaal Park Bieszczady).